# Мајлс Дејвис
Мајлс Дејвис (енгл. Miles Davis; Олтон, 26. мај 1926 — Санта Моника, 28. септембар 1991) био је амерички џез трубач и композитор, један од најпознатијих и најутицајнијих џезиста. Мајлс Дејвис је зачетник многих џез стилова, попут кула, модерног бопа, фузије, модалног џеза и фанка. Свирао је са безброј џез великана, међу којима су пијанисти Чик Корија, Кит Џерет, Бил Еванс и Херби Хенкок, саксофонисти Чарли Паркер, Џон Колтрејн, Кенонбол Едерли и Вејн Шортер, басиста Рон Картер и многи други.
Рођен у Алтону у држави Илиноис, а одрастао у Источном Сент Луису, Дејвис је отишао да студира на Џулијарду у Њујорку, пре него што је одустао и професионално дебитовао као члан бебоп квинтета саксофониста Чарлија Паркера од 1944. до 1948. Убрзо након тога, он је снимио Birth of the Cool сесије за Капитол рекордс, које су биле кључне за развој кул џеза. Почетком педесетих година, Мајлс Дејвис је снимио неке од најранијих хард боп музичких нумера у издању Престиж рекордса, али је то радио насумично због зависности од хероина. Након широко цењеног повратничког наступа на Њупортском џез фестивалу 1955. године, потписао је дугорочни уговор са Колумбија рекордсом и снимио албум 'Round About Midnight из 1957. године. Било је то његово прво дело са саксофонистом Џоном Колтрејном и басистом Полом Чамберсом, кључним члановима секстета који је водио раних 1960-их. У овом периоду је наизменично сарађивао са оркестарским џез сарадником Гилом Евансом, попут Sketches of Spain (1960) под утицајем шпанске музичке, и радио на бенд снимцима, попут Milestones (1958) и Kind of Blue (1959). Последњи снимак остаје један од најпопуларнијих џез албума свих времена, продавши више од пет милиона примерака у САД.
Дејвис је направио неколико промена у саставу док је снимао Someday My Prince Will Come (1961), његове Блекхок концерте из 1961 и Seven Steps to Heaven (1963), још један главни успех који је увео басисту Рона Картера, пијанисту Херби Ханкока и бубњара Тонија Вилијамса. Након додавања саксофонисте Вејна Шортера у свој нови квинтет 1964. године, Дејвис их је водио на серији апстрактнијих снимака које су често састављали чланови бенда, помажући пиониру пост-боп жанра албумима попут E.S.P (1965) и Miles Smiles (1967), пре преласка у његов електрични период. Током 1970-их експериментисао је са роком, фанком, афричким ритмовима, новом електронском музичком технологијом и непрестано променљивом поставом музичара, укључујући клавијатуристу Јоа Завинула, бубњара Ала Фостера и гитаристу Џона Маклолина. Овај период, почев од Дејвисовог студијског албума In a Silent Way из 1969. године и закључно са концертним снимком Agharta 1975. године, био је најконтроверзнији у његовој каријери, отуђивши и изазивајући многе у џезу. Његова милионски продавана плоча Bitches Brew из 1970. године помогла је да дође до поновног пораста комерцијалне популарности жанра са џез фузијом како је деценија напредовала.
Након петогодишње пензије због лошег здравља, Дејвис је наставио каријеру током 1980-их, запошљавајући млађе музичаре и поп звуке на албумима као што су The Man with the Horn (1981) и Tutu (1986). Критичари га су често нису прихватали, али деценија је Дејвису прикупила највиши ниво комерцијалног признања. Он је изводио распродане концерте широм света, бавећи се исто тако визуелном уметности, филмом и телевизијом, пре своје смрти 1991. године од комбинованих ефеката можданог удара, упале плућа и респираторног затајења. Дејвис је 2006. примљен у Кућу славних рокенрола, чиме је препознат као „једна од кључних фигура у историји џеза“. Ролинг стоун га је описао као „најцјењенијег џез трубача свих времена, и свакако једног од најважнијих музичара 20. века“, док га је Џералд Ерли назвао неспорно једним од најутицајнијих и најиновативнијих музичара тог периода.

## Дискографија
- Modern Jazz Trumpets (1951) [Split]
- The New Sounds (1951)
- Young Man with a Horn (1952)
- Blue Period (1953)
- The Compositions of Al Cohn (1953)
- Miles Davis Volume 2 (1954)
- Miles Davis Volume 3 (1954)
- The Miles Davis Quintet (1954)
- With Sonny Rollins (1954)
- Blue Haze: Miles Davis Quartet (1954)
- All-Stars, Volume 1 (1955)
- All-Stars, Volume 2 (1955)
- All-Stars Sextet (1955)
- The Musings of Miles (1955)
- Blue Moods (1955)
- MILES: The New Miles Davis Quintet (1956)
- Quintet/Sextet (1956)
- Collector's Items (1956)
- 'Round About Midnight (1957)
- Cookin' (1957)
- Miles Ahead (1957)
- Elevator to the Gallows (1958)
- Milestones (1958)
- Porgy and Bess (1959)
- Kind of Blue (1959)
- Workin' (1959)
- Sketches of Spain (1960)
- Someday My Prince Will Come (1961)
- Seven Steps to Heaven (1963)
- Quiet Nights (1963)
- E.S.P. (1965)
- Miles Smiles (1967)
- Sorcerer (1967)
- Nefertiti (1968)
- Miles in the Sky (1968)
- Filles de Kilimanjaro (1968)
- In a Silent Way (1969)
- Bitches Brew (1970)
- Jack Johnson (1971)
- Live-Evil (1971)
- On the Corner (1972)
- Big Fun (1974)
- Get Up with It (1974)
- Water Babies (1976)
- Circle in the Round (1979)
- Directions (1981)
- The Man with the Horn (1981)
- Star People (1983)
- Decoy (1984)
- You're Under Arrest (1985)
- Tutu (1986)
- Music from Siesta (1987)
- Amandla (1989)
- Aura (1989)
- Dingo (1991)
- Doo-Bop (1992)
- Rubberband (2019)

## Филмографија
| Година | Филм        | Приписано као | Приписано као | Приписано као | Улога          | Напомене |
| Година | Филм        | Композитор    | Извођач       | аутор         | Улога          | Напомене |
| ------ | ----------- | ------------- | ------------- | ------------- | -------------- | --- |
| 1958   |             | Да            | Да            |               | —              | Критичар Fил Xонсон га је описао као „најусамљенији звук трубе који ћете икада чути и од тада модел за тужну музику. Чујте га и плачите.” |
| 1968   |             | Да            | Да            |               |                | |
| 1970   | Џек Џонсон  | Да            | Да            |               |                | Основа за албум Џек Џонсон из 1971 |
| 1972   |             |               |               | Да            | он сам         | Камео, без заслуга |
| 1985   | Miami Vice  |               |               | Да            | Ајвори Џонс    | ТВ серија (1 епизода – „Џанк љубав”) |
| 1986   | Крими прича |               |               | Да            | џез музичар    | Камео, ТВ серија (1 епизода – „Рат”) |
| 1987   | Сијеста     | Да            | Да            |               | —              | Само једну песму је компоновао Мајлс Дејвис у кооперацији са Маркус Милер („”).                                                           |
| 1988   |             |               | Да            | Да            | улични музичар | Камео |
| 1990   |             |               | Да            |               |                | Композитор је Џек Ниче, такође учествује Џон Ли Хукер                                                                                     |
| 1991   | Динго       | Да            | Да            | Да            | Били Крос      | Саундрак је компоновао Мајлс Дејвис у кооперацији са Мичел Легранд.                                                                       |